# Derek Freitas Ribeiro
Derek Freitas Ribeiro (Rio de Janeiro, 3 dicembre 1997) è un calciatore brasiliano, attaccante del JEF United in prestito dall'Atl. Goianiense.

## Carriera
Cresciuto nei settori giovanili di Nova Iguaçu, GRECAL e Fluminense, Derek ha iniziato la sua carriera con l'Artsul nel Campeonato Carioca Série B1. Nel 2018 e nel 2019 ha giocato in prestito al Madureira nel Campionato Carioca.
Il 25 ottobre 2019 si è trasferito al Metalist 1925. Ha debuttato con il club ucraino il giorno seguente nell'incontro di Perša Liha vinto 4-2 contro il Kremin' Kremenčuk, trovando subito il suo primo gol. Nella stagione 2020-2021 ha conquistato la promozione in Prem"jer-liha contribuendo alla causa con 10 gol.
Il 1º aprile 2022 ha fatto ritorno in Brasile in prestito alla Chapecoense. Nel luglio seguente, scaduto il suo contratto con il Metalist, ha firmato a titolo definitivo con il club biancoverde. Il 14 dicembre 2022 si è trasferito al Guarani.
Nel 2024 è stato acquistato dall'Atl. Goianiense, appena promosso in Série A.

## Statistiche
Statistiche aggiornate al 16 giugno 2024.

### Presenze e reti nei club
| Stagione        | Squadra         | Campionato      | Campionato | Campionato | Coppe nazionali | Coppe nazionali | Coppe nazionali | Coppe continentali | Coppe continentali | Coppe continentali | Altre coppe | Altre coppe | Altre coppe | Totale | Totale | Totale |
| Stagione        | Squadra         | Comp            | Pres       | Reti       | Comp            | Pres            | Reti            | Comp               | Pres               | Reti               | Comp        | Pres        | Reti        | Pres   | Reti   |        |
| --------------- | --------------- | --------------- | ---------- | ---------- | --------------- | --------------- | --------------- | ------------------ | ------------------ | ------------------ | ----------- | ----------- | ----------- | ------ | ------ | ------ |
| 2017            | Artsul          | A/RJ            | 12         | 3          |                 | -               | -               |                    | -                  | -                  |             | -           | -           | 12     | 3      |        |
| 2018            | Madureira       | A/RJ+D          | 6+3        | 1+0        | CB              | 1               | 0               |                    | -                  | -                  |             | -           | -           | 10     | 1      |        |
| 2019            | Madureira       | A/RJ            | 4          | 0          |                 | -               | -               |                    | -                  | -                  |             | -           | -           | 4      | 0      |        |
| 2019-2020       | Metalist 1925   | 1L              | 14         | 7          | CU              | 0               | 0               |                    | -                  | -                  |             | -           | -           | 14     | 7      |        |
| 2020-2021       | Metalist 1925   | 1L              | 21         | 5          | CU              | 0               | 0               |                    | -                  | -                  |             | -           | -           | 21     | 5      |        |
| 2022            | Chapecoense     | PD/SC+B         | 0+22       | 1          | CB              | 0               | 0               |                    | -                  | -                  |             | -           | -           | 22     | 1      |        |
| 2023            | Guarani         | A1/SP+B         | 4+34       | 0+10       | CB              | 0               | 0               |                    | -                  | -                  |             | -           | -           | 38     | 10     |        |
| 2024            | Guarani         | A1/SP           | 7          | 0          | CB              | 0               | 0               |                    | -                  | -                  |             | -           | -           | 7      | 0      |        |
| 2024            | Atl. Goianiense | PD/GO+A         | 0+5        | 1          | CB              | 2               | 0               |                    | -                  | -                  |             | -           | -           | 7      | 1      |        |
| Totale carriera | Totale carriera | Totale carriera | 132        | 28         |                 | 3               | 0               |                    | -                  | -                  |             | -           | -           | 135    | 28     |        |

## Palmarès

### Competizioni statali
- Campionato Goiano: 1

Atlético Goianiense: 2024